# Bautismo por inmersión

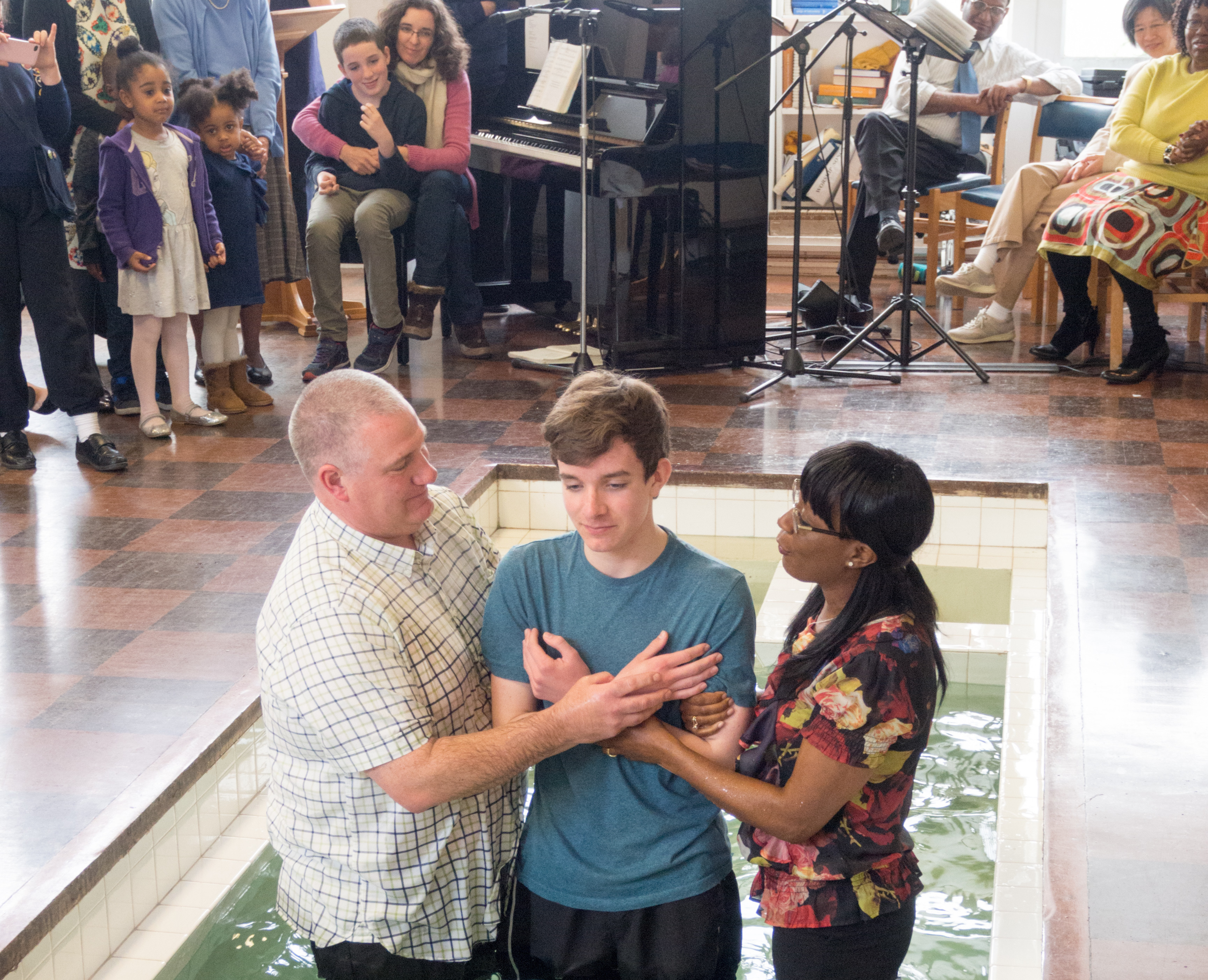
Bautismo del creyente por inmersión en la Northolt Park Baptist Church, en Gran Londres, Unión Bautista de Gran Bretaña, 2015.

El bautismo por inmersión es un rito cristiano de bautismo. Se refiere a una experiencia de renovación espiritual, por la que un creyente, después de un nuevo nacimiento, decide ser bautizado por inmersión total en agua, después de una profesión de fe. Es un bautismo asociado con bautismo del creyente y practicado principalmente en el cristianismo evangélico.

## Origen

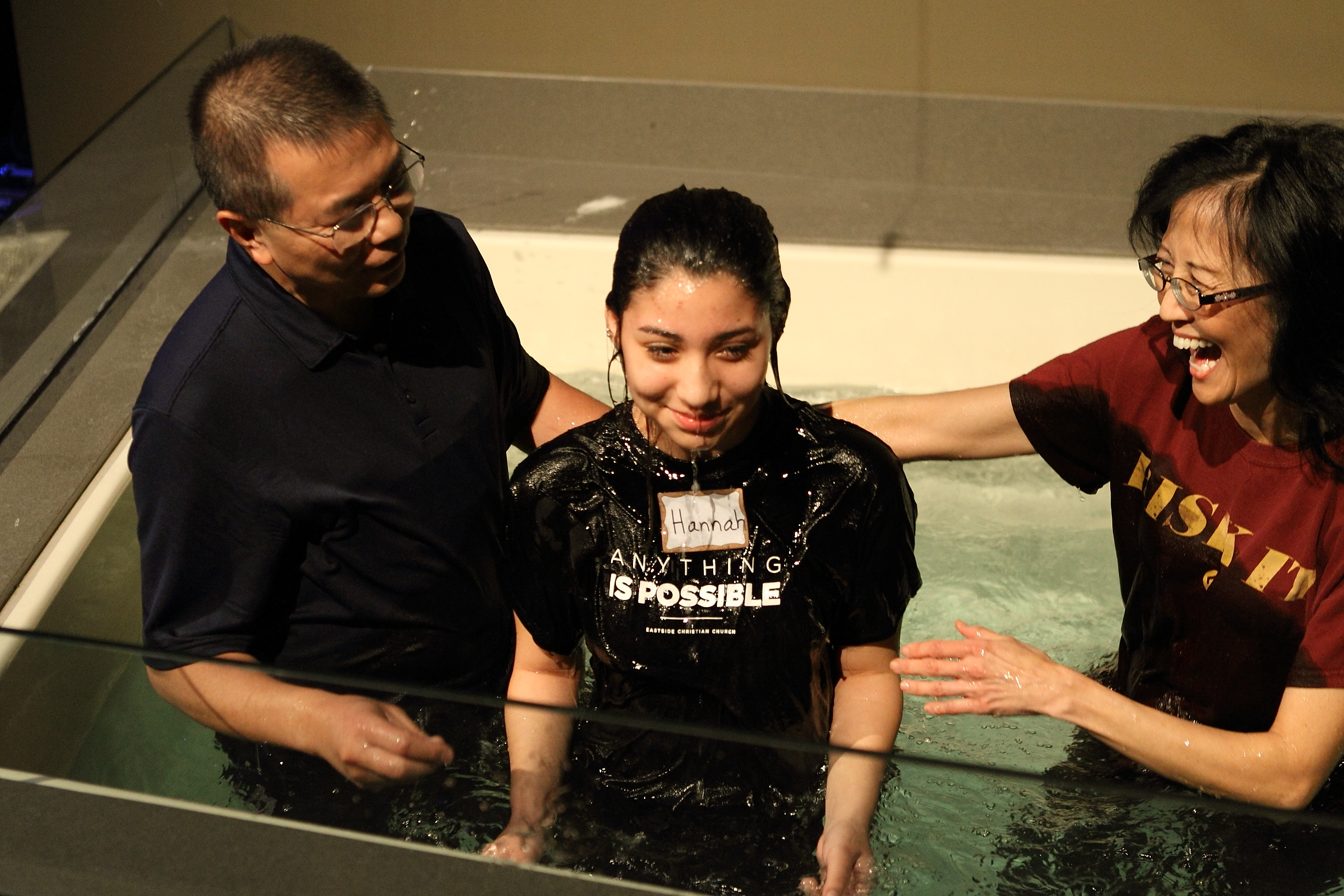
Bautismo del creyente por inmersión en la Eastside Christian Church, Anaheim, Estados Unidos, 2018

Según algunos teólogos evangélicos, el bautismo de Juan el Bautista en el Jordania y de los apóstoles de Jesucristo así como en la Iglesia primitiva, se practicaba por inmersión, debido a la mención en la Biblia de encontrar abrevaderos para administrarlo. Si no fuera necesaria la inmersión en agua abundante, los discípulos podrían haber llevado agua para bautizar al creyente. Algunos también apuntan a la mención del Evangelio según Marcos donde se dice que Jesucristo salió del agua después de su bautismo. Además, según el griego que es la lengua del Nuevo Testamento, la palabra bautizar viene de baptizo, que significa "empapar" o "sumergir".

## Características

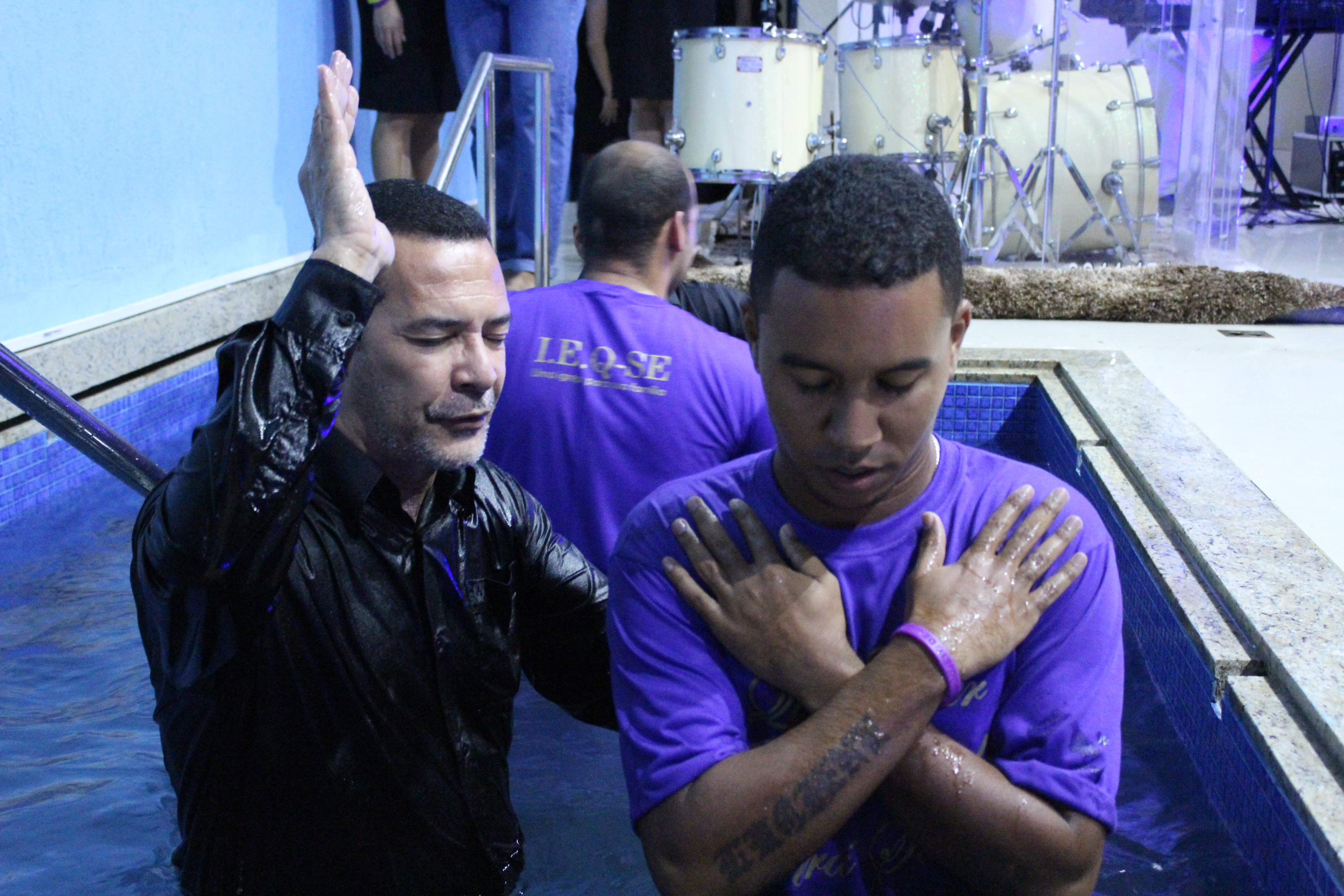
Bautismo del creyente por inmersión en la Iglesia Cuadrangular en Aracaju, Brasil, 2015

El bautismo tiene lugar por inmersión total en agua, después del nuevo nacimiento y la profesión de fe. El creyente es sumergido en agua como símbolo de su muerte espiritual y su resurrección es simbolizada cuando emerge del agua.

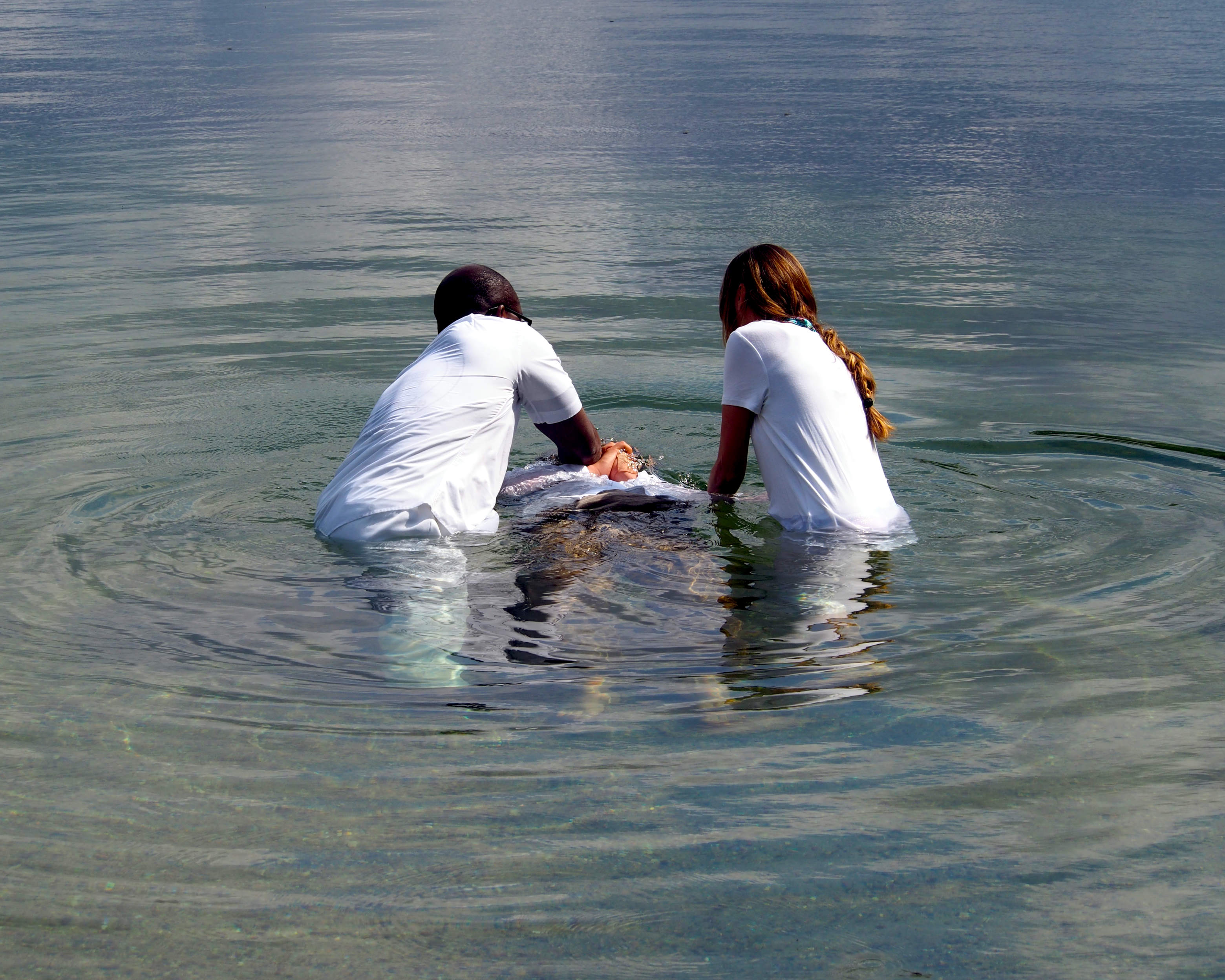
Bautismo en aguas abiertas

## Historia
En el siglo XVI, ciertos grupos anabautistas, que llevaron al regreso de la práctica del bautismo del creyente, dispensaron el bautismo por inmersión total. En los años siguientes a los comienzos del movimiento bautista de 1609, este modo se convirtió en la única forma legítima de administración del bautismo en las iglesias del movimiento. El pentecostalismo de 1906 también adoptaría esta creencia.